# Президентские выборы в США (1876)
Президентские выборы в США 1876 года проходили 7 ноября и были одними из наиболее оспариваемых и горячих выборов в истории США. Демократ Сэмюэл Тилден опередил республиканца Ратерфорда Хейза по общему количеству голосов. Тилден набрал 184 голоса в коллегии выборщиков, а Хейз — 165 голосов при 20 оспариваемых голосах. В южных штатах Флорида, Луизиана и Южная Каролина выборы были оспорены, так как каждая партия заявляла, что именно она победила (кроме того, один голос выборщика в Орегоне был признан недействительным). В результате ожесточённых споров голоса были присуждены Хейзу и он победил с перевесом в один голос (185 против 184). Во второй раз в американской истории президентом стал кандидат, набравший меньше голосов избирателей, чем его соперник. В шестой раз на выборах победил кандидат набравший менее 50% голосов избирателей (при том, что опередивший его по числу голосов избирателей кандидат набрал более 50 %). 
Историки считают, что Хейз пришёл с южанами к негласному соглашению. В обмен на голоса южных штатов республиканцы согласились вывести федеральные войска с Юга, что завершило период Реконструкции. Кроме этого, соглашение (известное как Компромисс 1877 года) привело к выдавливанию афроамериканцев из государственных органов власти в результате принятия законов о «налогах на выборы» (большинство афроамериканцев и мексиканцев не могли их платить из-за бедности) и т. н. «дедушкиной оговорки» (неграмотные не могли голосовать за исключением случаев, если избиратель или его предки имели право голосовать до гражданской войны, что в реальности позволяло продолжать голосовать белым, но исключало афроамериканцев).

## Ход выборов

### Выдвижение
В 1876 году республиканскую администрацию президента Улисса Гранта, в прошлом, во время Гражданской войны, знаменитого генерала-северянина, захлестнули коррупционные скандалы. Были отстранены от должности несколько высших должностных лиц-республиканцев. У партии впервые после Гражданской войны, которую она выиграла и, казалось, навсегда отстранила от власти южан-демократов, появилась перспектива проиграть президентские выборы.
Хейз не был крупным политиком или лидером Таммани-холла и перед выборами был мало кому известен. Его кандидатура на конвенции республиканской партии в Цинциннати 15 июня 1876 прошла только после седьмого тура голосования, поскольку признанные партийные лидеры Джеймс Блейн, Бенджамин Бристоу и Роско Конклинг были замешаны в коррупции и конкурировали между собой.

### Ноябрь 1876 — март 1877
Президентские выборы 1876 года, по данным на декабрь 1876 года, выиграл разоблачивший «шайку Твида» губернатор штата Нью-Йорк демократ Сэмюэл Тилден, за которого голосовал, помимо Нью-Йорка, весь Юг США. Хейз публично, в газете Нью-Йорк Сан, признал победу соперника.
Но республиканская администрация Гранта, контролировавшая избирательные комиссии, ввела федеральные войска из северных штатов в три южных штата, проголосовавших за Тилдена: Южную Каролину, Флориду и Луизиану — и начала пересчёт голосов в этих штатах и штате Орегон, также проголосовавшем за Тилдена. В результате «пересчёта» в них победил уже Хейз. Главы избирательных комиссий данных штатов подписали и послали в Вашингтон по два итоговых протокола (а Флориды — вообще три): сначала ноябрьский, по которому победил представитель оппозиции Тилден, а впоследствии другой, по которому победил представитель правящей партии Хейз.
16 февраля 1877, кроме южных штатов, президент Грант в связи с начавшимися волнениями ввёл войска уже в столицу США — Вашингтон.
Затем конгресс США после непрерывного 18-часового заседания перевесом в один голос выборщика в 4 часа утра 2 марта 1877 года признал президентом Хейса, а палата представителей 3 марта 137 голосами против 88 — Тилдена. Страна в феврале — начале марта некоторое время находилась на пороге возобновления Гражданской войны: Север (республиканцы) против Юга (демократы); стал популярен лозунг «Тилден или кровь».

### Результаты
Победа Хейза на президентских выборах с перевесом в 1 голос выборщика, при весьма больших сомнениях по поводу честности выборов и подсчёта голосов в четырёх штатах, отдавших ему большинство, считается[кем?] самой грязной в истории президентских выборов США.
Хейз (как Бенджамин Гаррисон в 1888 году, Джордж Буш-младший в 2000 году и Дональд Трамп в 2016 году) набрал меньше голосов избирателей, чем его конкурент, демократ Тилден — на 254 тысячи голосов.
| Кандидат       | Партия                 | Избиратели | Избиратели | Выборщики |
| Кандидат       | Партия                 | Количество | %          | Выборщики |
| -------------- | ---------------------- | ---------- | ---------- | --------- |
| Ратерфорд Хейз | Республиканская партия | 4 034 142  | 47,92%     | 185       |
| Сэмюэл Тилден  | Демократическая партия | 4 286 808  | 50,92%     | 184       |
| Питер Купер    | Партия гринбекеров     | 83 726     | 0,99%      | 0         |
| Грин Клэй Смит | Партия запрета         | 6 945      | 0,08%      | 0         |
| Другие         | —                      | 7 038      | 0,09%      | 0         |
| Всего          | Всего                  | 8 418 659  | 100%       | 369       |

## В искусстве
- Гор Видал, 1876 (роман).
- Дело Флориды, рассматриваемое избирательной комиссией